# Reserva provincial Don Guillermo
La Reserva provincial Don Guillermo es un área protegida que abarca una superficie de 1431 ha. situada a unos 30 km de la localidad  de Calchaquí en el departamento Vera, hacia el centro-este de la provincia de Santa Fe, Argentina, en torno aproximadamente a la posición 30°01′S 60°03′O / -30.017, -60.050. 

## Características generales
Don Guillermo es una reserva provincial de usos múltiples que integra un área protegida de algo menos de 12 000 ha. en conjunto con las vecinas reservas provinciales El Estero, La Norma y Loma del Cristal, en torno a la laguna El Cristal y en cercanías del Balneario El Cristal.
Fue creada simultáneamente con las citadas reservas y su ecosistema es equivalente al de la Reserva La Norma. Incluye un sector de costa de la laguna El Cristal, entre la reserva Balneario El Cristal y la reserva El Estero.
El área protegida fue creada mediante la Resolución Ministerial 99/92 del año 1992, con el objetivo específico de preservar el bosque nativo en el área de transición entre las ecorregiones espinal y chaco húmedo.
En las cercanías a la laguna, se han encontrado restos arqueológicos que indican el asentamiento de comunidades aborígenes prehispánicas en la región, posiblemente de la cultura de los ribereños plásticos.

## Flora y fauna

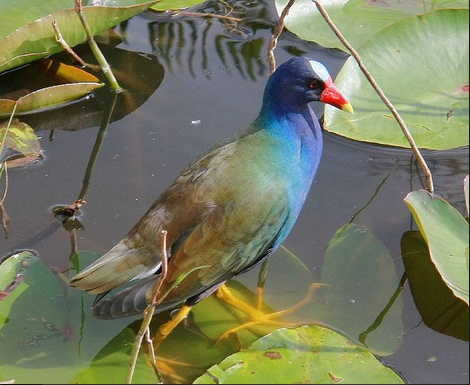
Pollona azul (Porphyrio martinicus).

La reserva se caracteriza por la presencia de las especies típicas de espinal, entre ellas el quebracho blanco (Aspidosperma quebracho-blanco), el guaraniná (Bumelia obtusifolia), el ñandubay (Prosopis affinis), el tala (Celtis spinosa) y los algarrobos (Prosopis). Posiblemente la reserva sea el límite sudeste de distribución del quebracho colorado (Schinopsis balansae) ya que se encuentran allí algunos ejemplares de esta especie amenazada. 
En las áreas bajas, con frecuencia anegadas, las especies arbóreas de mayor porte desaparecen paulatinamente y el espacio es ocupado por vegetación palustre.
La reserva se destaca por su riqueza ornitológica, ya que por su ubicación inmediata a la laguna alberga importantes poblaciones de aves acuáticas, además de especies propias de espinal. Especialmente en temporadas de sequía, constituye el refugio de muchas especies de hábitat acuático. 
En el área de la reserva existen unas treinta especies de aves de interés, algunas de ellas vulnerables o con algún grado de amenaza. Entre ellas se puede mencionar la garza blanca (Ardea alba) y mora (Ardea cocoi), la pollona azul (Porphyrio martinicus), el jote cabeza negra (Coragyps atratus), el aguilucho colorado (Buteogallus meridionalis), varios carpinteros, entre ellos el carpintero lomo blanco (Campephilus leucopogon), el piojito silbón (Camptostoma obsoletum), el crestudo (Coryphistera alaudina), el picaflor bronceado (Hylocharis chrysura), el sirirí vientre negro (Dendrocygna autumnalis), el urutaú común (Nyctibius griseus), el suirirí real (Tyrannus melancholicus) y el curutié colorado (Certhiaxis cinnamomeus) entre otras.